# The Outpost (Fernsehserie)
The Outpost ist eine Fantasy-Fernsehserie, die für die internationalen Versionen des Senders Syfy produziert und von 2018 bis 2021 in vier Staffeln ausgestrahlt wurde.

## Inhalt
Die Serie erzählt die Geschichte von Talon – der scheinbar letzten Überlebenden des Volkes der Schwarzblüter (im Original Blackbloods), die sich an den Söldnern rächen will, die ihre Familie getötet haben. Auf der Jagd nach einem der Söldner landet sie schließlich in einer entlegenen, der Serie ihren Namen gebenden Festungsstadt am Rande des Königreichs. Hier bereitet sich eine Gruppe von Verschwörern unter Leitung des Festungskommandanten Calkussar auf eine Revolte gegen den das Reich kontrollierenden „Obersten Orden“ vor, eine theokratisch-militärische Organisation unter Führung eines Triumvirats, genannt „Die Heiligen Drei“. Dieser Orden stürzte vor Jahren den letzten König, übernahm die Macht und herrscht seitdem mit brutaler Unterdrückung und rigiden Regeln. Ziel der Verschwörer ist es, Rosmund, die letzte lebende Angehörige der Königsfamilie, auf den Thron zu bringen. Talon erregt sehr schnell das Interesse von Garret Spears, dem Gardekommandanten, sowie Marshal Wythers, der sie nach dem Tod des Söldners als Täterin identifiziert und hinrichten will, was Rosmund wiederum verhindert, da Talon ihr damit einen Gefallen getan hat. Fortan gerät Talon immer tiefer in die Revolte hinein, da sie eine immer wieder schwer auf die Probe gestellte Freundschaft zu Rosmund eingeht und zudem Gefühle für Garret entwickelt, der aber mit Rosmund liiert ist. Außerdem entdeckt Talon, dass sie mittels eines in ihr lebenden Wesens die Fähigkeit hat, über ein Portal Dämonen (Lu Kyrie) herbeizurufen.
In der zweiten Staffel findet Talon heraus, dass ein Teil ihres totgeglaubten Volkes an dem Ort, zu dem sie Portale öffnen kann, überlebt hat. Dort, in der „Welt der Asche“, ringen zwei Parteien, die radikalen Schwarzfäuste und die Gemäßigten um die Kontrolle über die Schwarzblüter und die Lu Kyrie und es herrscht ein fragiles Gleichgewicht. Talon sieht sich nun in der schwierigen Lage, zum einen den Erwartungen Rosmunds in der Revolte zu entsprechen, zum anderen ihrem Volk zu helfen, und außerdem zu ergründen, was es mit dem geheimnisvollen Wesen in ihr, dem „Asterkinj“ auf sich hat und wie sie die Lu Kyrie kontrollieren kann, zumal sie ständig auch mit unerwartet auftauchenden Krisen und Problemen fertig werden muss. Hilfe bekommt Talon dabei zunächst vor allem von Garret und Janzo, einem nerdigen Brauer und Alchemisten, nach und nach erweitert sich dieser Kreis um weitere Verbündete wie den Drakman und den Schwarzblüter Zed, von dem sie erfährt, dass es noch sechs weitere Kinj gibt, die alle unterschiedliche Fähigkeiten haben und der in einem alten Schwarzblut-Tempel in den Besitz des „Lilanen Kinj“ kommt. Alle von Talons Freunden, Verbündeten und Bekannten haben zudem eigene Interessen und Ziele, die mit denen der Anderen mehr als einmal kollidieren, was Talons Position erschwert. Zudem neigen sie gelegentlich dazu, ein vorzeitiges gewaltsames Ende zu finden, wofür Talon sich jedes Mal die Schuld gibt.
Als der „Oberste Orden“ schließlich angreift, ist Talon gezwungen, einen Teil der Schwarzblüter und Lu Kyrie aus der Welt der Asche zu holen, um die Festung zu verteidigen. Direkt im Anschluss übernehmen die Schwarzblüter die Kontrolle über die Festung, was ein neues Konfliktfeld zwischen Menschen und Schwarzblütern eröffnet. Die Schwarzblut-Prophetin Yavalla beabsichtigt, eine Macht zu finden, die ewigen Frieden verspricht und gelangt unter der Festung in den Besitz des „Weißen Kinj“, der jedoch von ihr Besitz ergreift und sie dazu bringt, jeden Menschen und Schwarzblüter in Reichweite freiwillig oder nicht in ein Geisteskollektiv zu integrieren. Diese Gefahr kann erst beseitigt werden, als Rosmund von Talons Vater in der Welt der Asche den „Schwarzen Kinj“ übernimmt und sich am Ende der dritten Staffel selbst opfert, indem sie Yavalla in diesem Zustand berührt. Yavalla und Rosmund zerfallen zu Asche und das Kollektiv wird zerstört. Dieses hat jedoch vor seinem Untergang noch den Obersten Orden vernichtet, dessen Anführer ebenfalls Kinj tragen, wie sich früh zeigt. Rosmunds Tat hat zudem vorerst ungeahnte Konsequenzen, denn die beiden nun freigesetzten Kinj erwecken uralte Mächte wieder zum Leben, die vom Orden verehrten „Götter“.
Das Reich ist nun, nach Krieg und Revolte, Krisen und Beinahekatastrophen, ohne politischen Anführer, Menschen wie Schwarzblüter suchen nach Orientierung und jemandem, der die Richtung vorgibt. Talon lehnt jedoch ab, als man ihr den Thron anträgt, da sie sich nicht für fähig hält, zu regieren und um Rosmund trauert. Als Talon sich entscheidet, ihr Volk letztlich aus der Welt der Asche zu holen, ist es fast zu spät, die Schwarzfäuste haben mittlerweile die gewaltsame Entscheidung gesucht und fast alle Schwarzblüter sind tot. Die Überlebenden müssen sich fortan mit den Menschen in der Festung arrangieren, was durch alte Konflikte und ungeklärte Differenzen weiter Probleme schafft. Verschiedene Fraktionen streiten nun um die Kontrolle über das Reich, bis schließlich Baronin Falista Rosmund als legitime Erbin auf den Thron folgt und zudem von der „Heiligen Eins“ den „Roten Kinj“ erbt, der sie in die Lage versetzt, Menschen allein durch Emotion oder Gedanken schreckliche Schmerzen zuzufügen oder gar zu töten. Manipuliert wird sie von der „Heiligen Zwei“, die mit dem „Grünen Kinj“ Tote erwecken kann, indem sie Lebewesen ihre Lebenskraft nimmt und diese überträgt. Sie beginnt, an die Ordenslehren von der Widerkehr der Götter zu glauben, deren Regeln durchzusetzen und sich immer willkürlicher und autokratischer zu verhalten, was sie in Konflikt mit Talon bringt. Als Talon und Zed der Heiligen Zwei folgen, werden sie Zeugen, wie diese die beiden erwachten „Götter“ zunächst mit dem grünen Kinj stärkt, worauf diese offenbar dringend angewiesen sind, dann aber ohne Erbarmen getötet wird, da sie ihren Zweck erfüllt hat und die beiden Wesen ihren Kinj freisetzen wollen, der sich als Seele eines weiteren ihrer Art entpuppt. Als die völlig dem Ordensglauben verfallene Falista schließlich zusammen mit ihrem Gemahl Tobin, der mittlerweile den „Gelben Kinj“ der „Heiligen Drei“ trägt und sich damit teleportieren kann, den drei wiedererwachten „Göttern“ gegenübertritt, besiegelt sie ihr Schicksal ebenfalls. Denn diese töten sie wie zuvor die Heilige Zwei ohne zu Zögern, setzen ihren Kinj frei und erwecken somit einen weiteren „Gott“ zum Leben. Der entsetzte Tobin kann entkommen und Talon und ihre Freunde warnen. Fortan steht der Kampf gegen die „Götter“ im Zentrum aller Anstrengungen.
Um die Götter zu besiegen, müssen Talon und ihre Freunde nun einen Weg finden, diese übermächtigen Wesen zu töten, die damit beginnen, eine Schneise der Verwüstung durch das Königreich zu ziehen und gnadenlos Menschen töten, um sich mit deren Lebenskraft selbst am Leben zu erhalten. Menschen und Schwarzblüter sind für sie nur Schlachtvieh, aber vor allem jagen sie gezielt die verbliebenen Träger der Kinj, um ihre noch schlafenden Gefährten zu wecken. Zudem sind sie auf dem Weg zur Festung, um dort ihre im Untergrund schlafende Armee willenloser Sklaven zu wecken, die Kavi. Im Wettlauf mit der Zeit entdeckt Talon das Grab des „Vaters der Schwarzblüter“ – Aster – dem Ursprung ihres eigenen Kinj. Er offenbart ihr die Wahrheit über die Geschichte der Menschen und Schwarzblüter, darüber, wie die „Götter“ einst auf diese Welt kamen, um sich an dem hier vorhandenen Leben zu nähren, wie er selbst sich in eine Menschenfrau verliebte und mit ihr das erste Schwarzblut zeugte, wie er sich gegen seine Brüder und Schwestern wandte, um seine Familie zu schützen und es schließlich schaffte, die Kinj von ihren Trägern zu trennen und alle „Götter“ in einen endlosen Schlaf zu verbannen. Es stellt sich somit heraus, dass praktisch alle Lehren des Ordens, alle Mythen und Legenden der Menschen und Schwarzblüter fehlerhaft sind und das Leben enden wird, wenn es nicht gelingt, die „Götter“ zu stoppen. Derweil hat Janzo einen der Kavi erweckt, der in einer fehlerhaften Stasiskammer lag und versucht, diesen Individualität und freien Willen zu lehren.
In der Kammer und der Stadt kommt es schließlich zum letzten Gefecht gegen die Götter, die mittlerweile allesamt erwacht sind. Auf Janzos Beharren hin gestattet es Talon den Göttern, denen sich Aster zum Schein wieder angeschlossen hat, die schlafende Armee zu wecken, unterbricht jedoch den Prozess, bevor die sie kontrollierenden Kinj implantiert werden können, indem sie Aster mit einem speziellen Messer auf dessen zuvor geäußertes Verlangen hin tötet. Im Anschluss erlangt sie die Kontrolle über seinen Kinj zurück und schleudert die Götter einen nach dem Anderen im Kampf durch ein Portal auf eine zuvor von Aster entdeckte andere Welt, auf der die Bedingungen so lebensfeindlich sind, dass diese dort in Sekunden erfrieren. Der letzten „Göttin“, Vorta, die vor dem Kampf voller Überheblichkeit geäußert hatte, dass sie und ihre Gefährten unsterblich seien, selbst wenn man ihre Körper zerstört, entgegnet Talon, dass niemand unsterblich ist, bevor sie sie in das Portal wirft.
Nach dem Sieg über die Götter steht das Reich erneut ohne Anführer da, doch diesmal beharren Talons Freunde darauf, dass sie den Thron besteigt, da Rosmund dies sicher gewollt hätte und Talon sich um Menschen, Schwarzblüter und Kavi gleichermaßen verdient gemacht hat. Diesmal akzeptiert Talon, wird in der Festung gekrönt und heiratet zudem Garret, mit dem sie zuvor bereits eine Beziehung begonnen hatte.

## Episodenliste
Die Erstausstrahlung der zehn Folgen enthaltenden ersten Staffel erfolgte beim US-Sender The CW am 10. Juli 2018. Die zweite Staffel enthält wie die restlichen Staffeln jeweils 13 Folgen und feierte am 11. Juli 2019 ebenfalls auf dem Sender The CW ihre Premiere. Im Oktober 2019 verlängerte The CW die Serie aufgrund stabiler Quoten um eine dritte Staffel. Diese lief vom 8. Oktober 2020 bis zum 3. Januar 2021. Noch vor deren Ausstrahlung wurde eine vierte Staffel angekündigt, die am 15. Juli 2021 begann und am 7. Oktober desselben Jahres endete. Im September 2021 wurde das Ende der Serie nach der vierten Staffel angekündigt.

### Staffel 1
| Nr. (ges.) | Nr. (St.) | Deutscher Titel                   | Originaltitel                  | Erstausstrahlung USA | Deutschsprachige Erstausstrahlung (D) | Regie             | Drehbuch                     |
| ---------- | --------- | --------------------------------- | ------------------------------ | -------------------- | ------------------------------------- | ----------------- | ---------------------------- |
| 1          | 1         | Eins ist die einsamste Zahl       | One Is the Loneliest Number    | 10. Juli 2018        | 19. Sep. 2018                         | John Lyde         | Jason Faller & Kynan Griffin |
| 2          | 2         | Zwei Köpfe sind besser als keiner | Two Heads Are Better Than None | 17. Juli 2018        | 19. Sep. 2018                         | Kurt Knight       | Jason Faller & Kynan Griffin |
| 3          | 3         | Die Hausherrin und der Wurm       | The Mistress and the Worm      | 24. Juli 2018        | 26. Sep. 2018                         | Kurt Knight       | Jason Faller & Kynan Griffin |
| 4          | 4         | Seltsame Bettgenossen             | Strange Bedfellows             | 31. Juli 2018        | 3. Okt. 2018                          | Jason Faller      | Jason Faller & Kynan Griffin |
| 5          | 5         | Ein Hühnchen zu rupfen            | Bones to Pick                  | 7. Aug. 2018         | 10. Okt. 2018                         | Jason Faller      | Jason Faller & Kynan Griffin |
| 6          | 6         | Das Buch der Namen                | The Book of Names              | 21. Aug. 2018        | 17. Okt. 2018                         | Jason Faller      | Jason Faller & Kynan Griffin |
| 7          | 7         | Das Colipsum-Dilemma              | The Colipsum Conundrum         | 28. Aug. 2018        | 24. Okt. 2018                         | Kynan Griffin     | Jason Faller & Kynan Griffin |
| 8          | 8         | Jenseits der Mauern               | Beyond the Wall                | 11. Sep. 2018        | 31. Okt. 2018                         | Clare Neiderpruem | Jason Faller & Kynan Griffin |
| 9          | 9         | Das Vex Rezicon                   | The Vex Rezicon                | 25. Sep. 2018        | 7. Nov. 2018                          | Jason Faller      | Jason Faller & Kynan Griffin |
| 10         | 10        | Der Dragman kommt                 | The Dragman is Coming          | 2. Okt. 2018         | 14. Nov. 2018                         | Jason Faller      | Jason Faller & Kynan Griffin |

### Staffel 2
| Nr. (ges.) | Nr. (St.) | Deutscher Titel                       | Originaltitel                         | Erstausstrahlung USA | Deutschsprachige Erstausstrahlung (D) | Regie             | Drehbuch                     |
| ---------- | --------- | ------------------------------------- | ------------------------------------- | -------------------- | ------------------------------------- | ----------------- | ---------------------------- |
| 11         | 1         | Wir töten nur, um zu leben            | We Only Kill to Survive               | 11. Juli 2019        | 29. Aug. 2019                         | Marc Roskin       | Jason Faller & Kynan Griffin |
| 12         | 2         | Eine höchst eigenartige Stadt         | This Is One Strange Town              | 18. Juli 2019        | 5. Sep. 2019                          | Marc Roskin       | Jason Faller & Kynan Griffin |
| 13         | 3         | Nicht in meinem Reich                 | Not in My Kingdom                     | 25. Juli 2019        | 12. Sep. 2019                         | Jonathan Glassner | Jonathan Glassner            |
| 14         | 4         | In der Angelegenheit Garret Spears    | Regarding the Matter of Garret Spears | 1. Aug. 2019         | 19. Sep. 2019                         | Jonathan Glassner | Jason Faller & Kynan Griffin |
| 15         | 5         | Das Schwert der Drei                  | The Blade of The Three                | 8. Aug. 2019         | 26. Sep. 2019                         | Orsi Nagypal      | Katherine DiSavino           |
| 16         | 6         | Weil sie es wert ist                  | Because She's Worth It                | 15. Aug. 2019        | 3. Okt. 2019                          | Orsi Nagypal      | Jason Faller & Kynan Griffin |
| 17         | 7         | Wo du auch hingehst, sterben Menschen | Where You Go, People Die              | 22. Aug. 2019        | 10. Okt. 2019                         | Milan Todorović   | Jason Faller & Kynan Griffin |
| 18         | 8         | Eine Krone für die Königin            | A Crown For The Queen                 | 29. Aug. 2019        | 17. Okt. 2019                         | Milan Todorović   | Katherine DiSavino           |
| 19         | 9         | Jedem, was er verdient                | There Will Be A Reckoning             | 5. Sep. 2019         | 24. Okt. 2019                         | Dusan Lazarevic   | Jason Faller & Kynan Griffin |
| 20         | 10        | Der einzige Weg                       | The Only Way                          | 12. Sep. 2019        | 31. Okt. 2019                         | Dusan Lazarevic   | Katherine DiSavino           |
| 21         | 11        | Der Zorn der Götter                   | Nothing Short of Heroic               | 19. Sep. 2019        | 7. Nov. 2019                          | Kurt Knight       | Jason Faller & Kynan Griffin |
| 22         | 12        | Ich erkenne Dich                      | In The Worst Corner of My Memory      | 26. Sep. 2019        | 14. Nov. 2019                         | Marc Roskin       | Jason Faller & Kynan Griffin |
| 23         | 13        | Das ist unsere Festung                | This Is Our Outpost                   | 26. Sep. 2019        | 21. Nov. 2019                         | Marc Roskin       | Jason Faller & Kynan Griffin |

### Staffel 3
| Nr. (ges.) | Nr. (St.) | Deutscher Titel                           | Originaltitel                   | Erstausstrahlung USA | Deutschsprachige Erstausstrahlung (D) | Regie             | Drehbuch                     |
| ---------- | --------- | ----------------------------------------- | ------------------------------- | -------------------- | ------------------------------------- | ----------------- | ---------------------------- |
| 24         | 1         | Für die Sünden eurer Vorfahren            | For the Sins of Your Ancestors  | 8. Okt. 2020         | 11. Feb. 2021                         | Marc Roskin       | Jason Faller & Kynan Griffin |
| 25         | 2         | Der Frieden, den ihr versprochen habt     | The Peace You Promised          | 15. Okt. 2020        | 18. Feb. 2021                         | Milan Todorović   | Jason Faller & Kynan Griffin |
| 26         | 3         | Ein Leben für ein Leben                   | A Life for a Life               | 22. Okt. 2020        | 25. Feb. 2021                         | Milan Todorović   | Jason Faller & Kynan Griffin |
| 27         | 4         | Der Schlüssel zum Paradies                | The Key to Paradise             | 29. Okt. 2020        | 4. März 2021                          | Orsi Nagypal      | Jonathan Glassner            |
| 28         | 5         | Unter Yavallas Kontrolle                  | Under Yavalla's Control         | 5. Nov. 2020         | 11. März 2021                         | Orsi Nagypal      | Laura Whang                  |
| 29         | 6         | Stirbt die Ratte, stirbt der Kinj         | Kill the Rat, Kill the Kinj     | 12. Nov. 2020        | 18. März 2021                         | Jonathan English  | Jason Faller & Kynan Griffin |
| 30         | 7         | Knie nieder oder stirb                    | Go Ahead and Run                | 22. Nov. 2020        | 25. März 2021                         | Jonathan English  | Jason Faller & Kynan Griffin |
| 31         | 8         | Sterben tut weh                           | Dying Is Painful                | 29. Nov. 2020        | 1. Apr. 2021                          | Milan Todorović   | Laura Whang                  |
| 32         | 9         | Sie ist keine Göttin                      | She Is Not A God                | 6. Dez. 2020         | 8. Apr. 2021                          | Imogen Waterhouse | Jason Faller & Kynan Griffin |
| 33         | 10        | Vom Paradies zur Hölle und zurück         | From Paradise to Hell and Back  | 13. Dez. 2020        | 15. Apr. 2021                         | Kurt Knight       | Justin Patridge              |
| 34         | 11        | Das Schwerste daran, eine Königin zu sein | The Hardest Part of Being Queen | 20. Dez. 2020        | 22. Apr. 2021                         | Kurt Knight       | Jason Faller & Kynan Griffin |
| 35         | 12        | Wo der Tod lebt                           | Where Death Lives               | 27. Dez. 2020        | 29. Apr. 2021                         | Milan Todorović   | Jason Faller & Kynan Griffin |
| 36         | 13        | Gewalt ist zwecklos                       | Violence Is Futile              | 3. Jan. 2021         | 6. Mai 2021                           | Milan Todorović   | Jason Faller & Kynan Griffin |

### Staffel 4
| Nr. (ges.) | Nr. (St.) | Deutscher Titel                       | Originaltitel                     | Erstausstrahlung USA | Deutschsprachige Erstausstrahlung (D) | Regie             | Drehbuch                     |
| ---------- | --------- | ------------------------------------- | --------------------------------- | -------------------- | ------------------------------------- | ----------------- | ---------------------------- |
| 37         | 1         | Jemand muss regieren                  | Someone Has to Rule               | 15. Juli 2021        | 3. Nov. 2021                          | Milan Todorovic   | Jason Faller & Kynan Griffin |
| 38         | 2         | Ein eigener Thron                     | A Throne of Our Own               | 22. Juli 2021        | 10. Nov. 2021                         | Orsi Nagypal      | Jonathan Glassner            |
| 39         | 3         | Die Götter danken Euch                | The Gods Thank You                | 29. Juli 2021        | 17. Nov. 2021                         | Orsi Nagypal      | Rebecca Rosenberg            |
| 40         | 4         | Auf dem Weg zu den Göttern            | Going to Meet the Gods            | 5. Aug. 2021         | 24. Nov. 2021                         | Kurt Knight       | Justin Partridge             |
| 41         | 5         | Sie bluten schwarzes Blut             | They Bleed Black Blood            | 12. Aug. 2021        | 1. Dez. 2021                          | Kurt Knight       | Jason Faller & Kynan Griffin |
| 42         | 6         | Wir sagen uns immer nur Lebewohl      | All We Do Is Say Goodbye          | 19. Aug. 2021        | 8. Dez. 2021                          | Imogen Waterhouse | Rebecca Rosenberg            |
| 43         | 7         | Die Macht der Gebieter                | The Power of the Masters          | 26. Aug. 2021        | 15. Dez. 2021                         | Imogen Waterhouse | Jason Faller & Kynan Griffin |
| 44         | 8         | Die wohlgefällige Stimme der Gebieter | The Pleasing Voice of the Masters | 2. Sep. 2021         | 22. Dez. 2021                         | Igor Sunter       | Jason Faller & Kynan Griffin |
| 45         | 9         | Der Preis der Unsterblichkeit         | The Price of Immortality          | 9. Sep. 2021         | 29. Dez. 2021                         | Igor Sunter       | Justin Partridge             |
| 46         | 10        | Wofür es sich zu leben lohnt          | Something To Live For             | 16. Sep. 2021        | 5. Jan. 2022                          | Milan Konjevic    | Jason Faller & Kynan Griffin |
| 47         | 11        | Hüterin der Asterkinj                 | Guardian of the Asterkinj         | 23. Sep. 2021        | 12. Jan. 2022                         | Jake Stormoen     | Rebecca Rosenberg            |
| 48         | 12        | Der Verräter                          | The Betrayer                      | 30. Sep. 2021        | 19. Jan. 2022                         | Milan Todorović   | Justin Partridge             |
| 49         | 13        | Niemand ist unsterblich               | Nothing Lasts Forever             | 7. Okt. 2021         | 26. Jan. 2022                         | Milan Todorović   | Jason Faller                 |

## Rezeption
Auf der Aggregator-Seite Rotten Tomatoes erhielt die erste Staffel von The Outpost eine Tomatometerbewertung von 50 % mit einer durchschnittlichen Bewertung von 4,7 aus 10 Punkten basierend auf einer Auswertung von 10 Kritiken, von denen 5 eher positiv (fresh) und 5 eher negativ (rotten) ausgefallen waren.
Daniel Fienberg bemängelt im Hollywood Reporter, dass die visuelle Ausstattung für eine ambitionierte Fantasieserie zu billig sei. Zudem biete die Serie nichts, was die Folgen ihres beschränkten Budget kompensieren könnte.
Robert Lloyd attestiert der Serie in der Los Angeles Times ebenfalls diverse Schwächen, beurteilt sie jedoch milder und meint, die Serie besitze gerade soviel an Humor, Romantik, Action und einer nicht völlig vorhersehbaren Handlung, dass sie sich international vermarkten ließe.
Lucy Mangan veröffentlichte im Guardian einen Verriss der Serie, in der sie diese als ihr bisher schmerzhaftestes Leinwanderlebnis bezeichnete. Sie beschrieb die Serie als eine Mischung aus Game of Thrones und Xena – Die Kriegerprinzessin, deren Drehbuch entweder von Enid Blyton oder einem Affen unter Drogeneinfluss geschrieben wurde.